# Cryptontsira laemosacci
Cryptontsira laemosacci är en stekelart som först beskrevs av Nixon 1943.  Cryptontsira laemosacci ingår i släktet Cryptontsira och familjen bracksteklar. Inga underarter finns listade i Catalogue of Life.